# Jutta Urpilainen
Jutta Urpilainen é uma política finlandesa, do Partido Social Democrata da Finlândia
. 

Nasceu em Lapua, na Finlândia, em 1975.
Estudou na Universidade de Jyväskylä, graduou-se em 2002. Após a formatura, trabalhou 2 anos como professora - em Karleby e Helsínquia. 
É deputada do Parlamento da Finlândia - o Eduskunta, desde 2003. 
Foi Líder do Partido Social Democrata da Finlândia em 2008-2014. 
Foi Ministra das Finanças do Governo Katainen em 2011-2014.

Segundo o jornal inglês The Telegraph de 6 de julho 2012, Urpilainen declarou que a Finlândia prefere preparar-se para abandonar o euro, em vez de pagar as dívidas de outros países da Zona Euro.